# Idiops rohdei
Idiops rohdei là một loài nhện trong họ Idiopidae.
Loài này thuộc chi Idiops. Idiops rohdei được Ferdinand Karsch miêu tả năm 1886.